# Amarilladesma mactroides
La almeja amarilla (Amarilladesma mactroides = Mesodesma mactroides) es la única especie del género Amarilladesma. Es un molusco bivalvo marino comestible que habita en aguas costeras y poco profundas del este y sudeste de Sudamérica.

## Taxonomía
Descripción original
Esta especie fue descrita originalmente en el año 1854 por el conquiliólogo y malacólogo inglés Lovell Augustus Reeve.   
Durante siglo y medio fue conocida como Mesodesma mactroides hasta que en el año 2010 Michael E. Huber creó para ella un género monotípico: Amarilladesma.

## Distribución y hábitat
Esta almeja se localiza en aguas litorales del océano Atlántico sudoccidental, desde áreas tropicales hasta templadas, distribuyéndose por el norte desde Santos (estado de São Paulo), Brasil, llegando por el sur hasta la desembocadura del río Negro, en el extremo sur de la provincia de Buenos Aires, centro-este de la Argentina.
Esta especie habita en la zona intermareal y del barrido del oleaje en playas arenosas, así como también a mayor profundidad. Frecuentemente viven alineadas verticalmente en altas concentraciones llamadas “bancos”. Cuando las olas dejan a los ejemplares expuestos, cavan muy rápidamente con su pie (o “lengua”), enterrándose en pocos segundos, hasta una profundidad de unos 40 cm cuando se trata de ejemplares adultos. Los bancos se encuentran desde el borde de la playa hasta que la profundidad de las aguas alcanza unos 20 m.

## Características
Esta especie presenta frágiles y delgadas valvas, las que exhiben un patrón cromático que va desde el blanco sucio hasta el amarillento. Ambas se unen por un condróforo (donde se ubica el ligamento proteico) y por una charnela dorsal. Su tamaño promedio en el adulto es de alrededor de 80 mm.
Cuenta con 2 largos sifones retráctiles (gracias a músculos retractores situados en el seno paleal de la valva), uno de ellos posee la función inhalante y el restante la opuesta (exhalante) permitiendo que un adecuado flujo de agua bañe a la branquia.

## Hábitos de vida

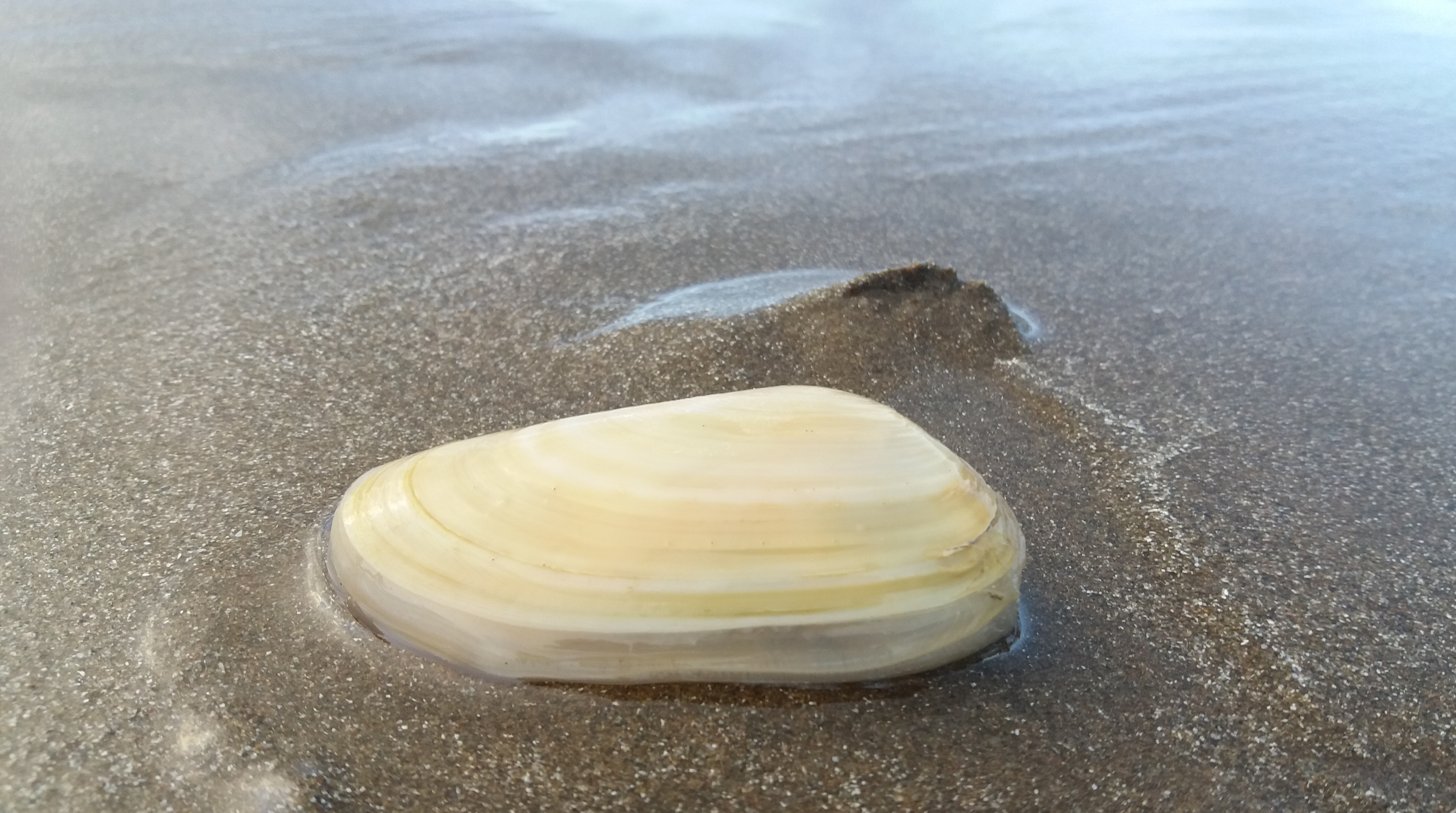
Detalle de espécimen adulto encontrado en la costa argentina

Su alimentación consiste en un tipo de filtración, denominado suspensívoro.
Al llegar a una longitud de 42 a 44 mm alcanza la madurez sexual. Cada ejemplar posee un único sexo (no hay hermafroditas); la proporción de cada sexo es similar. La fecundación es externa. La liberación de los gametos ocurre en dos pulsos, uno desde septiembre a octubre y el otro en marzo.
Los anillos de crecimiento se marcan en las valvas durante el invierno. Al medirlos se constató que la longevidad máxima que puede vivir es de 8 años.

## Aprovechamiento
Las almejas amarillas son recolectadas por los pobladores y turistas para servir de alimento. Se lo emplea también como cebo para la pesca recreativa. Con sus conchas se confeccionan artesanías, características de localidades del litoral marítimo.

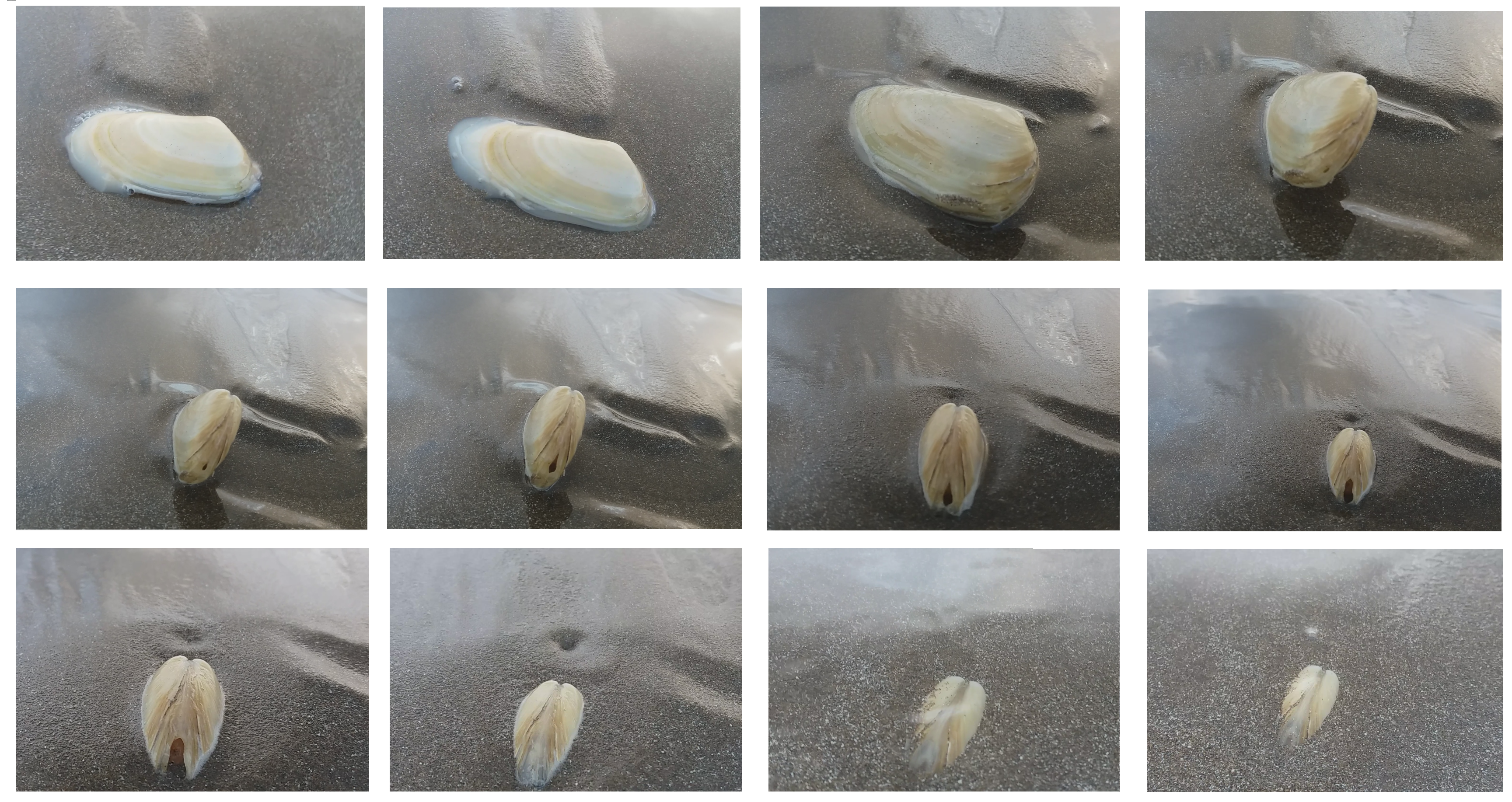
Proceso de entierro de la almeja amarilla

Comercialmente es explotada intensamente en razón de contar con carne de gran calidad y por el bajo costo que demanda su extracción. Se abastece a pescaderías, restaurantes (ofrecida para integrar “picadas” o “arroz con mariscos”) y para preparar conservas.
En la Argentina la explotación comenzó en la década de 1940, acompañando al desarrollo local de la industria de las conservas enlatadas. En 1942 se establecieron las primeras regulaciones para intentar proteger al recurso. El pico de extracción se alcanzó en el año 1953, lográndose capturas de 1078 toneladas. A partir de esa fecha, la cosecha entró en una fase declinante, hasta que en 1958 se decretó la veda total por una década. Las disminuciones significativas de tallas continuaron entre los años 1968 y 1989, atribuidas a intensas capturas recreacionales así como comerciales (furtivas). Durante ese periodo, gran parte del litoral marino exhibió un explosivo ciclo inmobiliario y poblacional, destinado al turismo estival de playa, lo que afectó a las poblaciones de la especie directamente y al estado de su hábitat.
A partir del año 1968, las poblaciones bonaerenses fueron protegidas mediante el decreto provincial 14410, declarando a la especie bajo veda permanente, permitiéndose hasta 2 kg por persona y por día, y solo si se trata de captura exclusivamente recreativa.  Su complejo estado de conservación se ve agravado por los fuertes impactos que producen en sus poblaciones extrañas y catastróficas mortandades masivas, tanto en Brasil, como en las playas del Uruguay y en las poblaciones argentinas.
Para la segunda década del siglo XXI, los bancos de la especie se encontraban en fase de recuperación paulatina.